# Система за университетска документация на Франция
Система за университетска документацията на Франция (на френски: Système Universitaire de Documentation, SUDOC) е библиографска база данни (каталог) на университети и други висши учебни заведения на Франция, изследователски библиотеки и около 3400 ресурсни центрове за документация. Базата данни е създадена през 1999 година.
Към септември 2011 г. Каталогът включва около 10 милиона библиографски записа, които описват всички видове документи – монографии, дисертации, периодични и цялостни издания, статии, ръкописи, аудиовизуални документи, карти, нотни листове, стари книги, специални видове документи, и електронни ресурси.
SUDOC се управлява от Библиографската агенция за висше образование (на френски: Agence bibliographique de l'enseignement supérieur, ABES).
SUDOC е част от виртуалния базов проект Виртуален международен нормативен архив (VIAF).